# 科西夫 (特諾皮爾州)

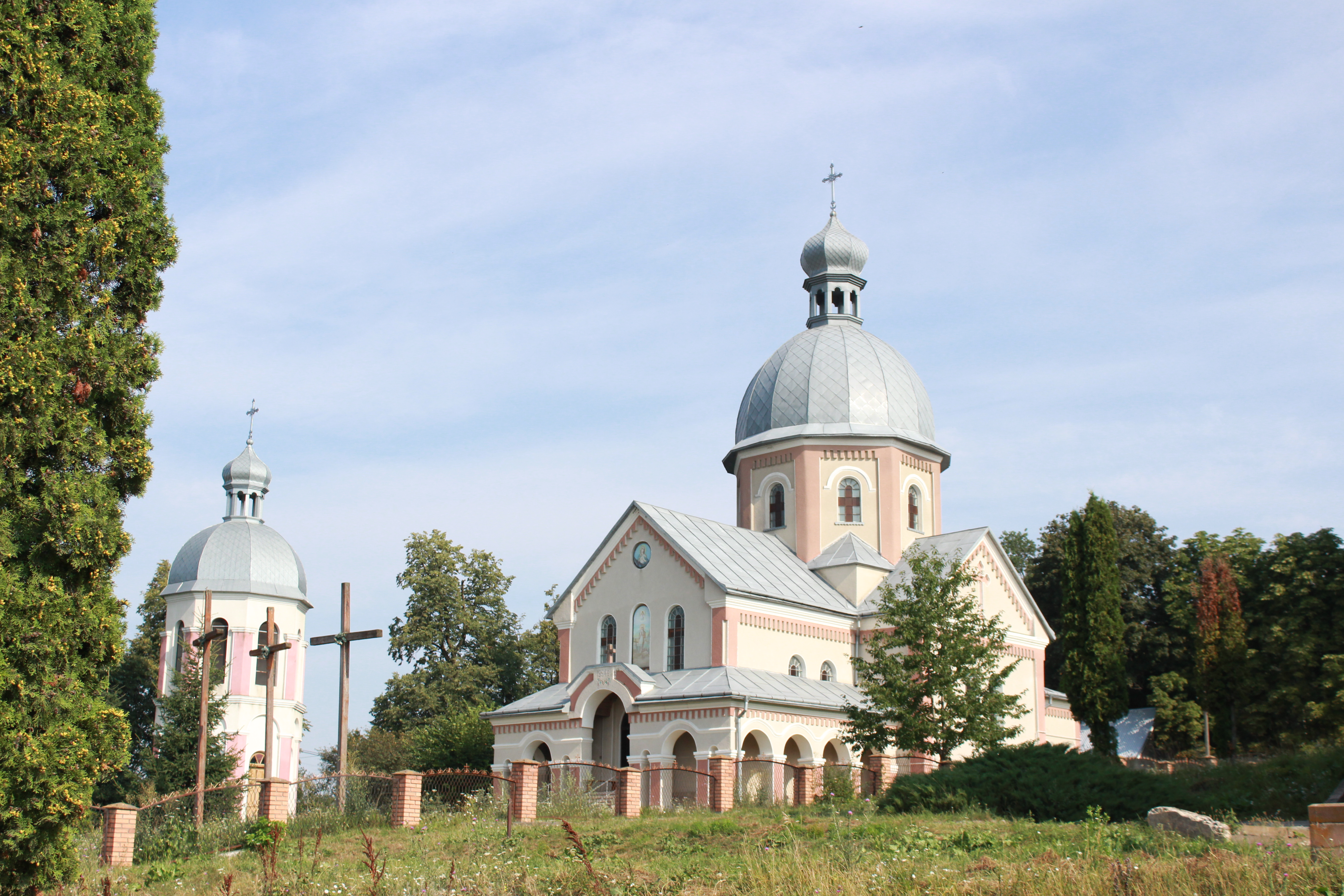
当地教堂

科西夫（羅馬化：Kosiv）是烏克蘭西部捷爾諾波爾州喬爾特基夫區比洛博日尼察市镇内的村庄。始建於1939年，面積0.48平方公里，2001年人口1,511，人口密度每平方公里3,147.92人。